# Pseudendestes lawrencei
Pseudendestes lawrencei is een keversoort uit de familie somberkevers (Zopheridae). De wetenschappelijke naam van de soort werd in 1984 gepubliceerd door Pal.